# Плохая сестра
Плохая сестра (англ. The Bad Sister) — американский фильм-драма 1931 года выпуска, снятый режиссёром Хобартом Хенли по роману «Флирт» Бута Таркингтона. В главных ролях: Конрад Найджел, Сидни Фокс и Бетт Дейвис. Мировая премьера фильма состоялась 29 марта 1931 года.

## Сюжет
Красавица-капризуля Мэрианн Мэдисон (Сидни Фокс), которой все её проделки сходят с рук, и молчальница-неудачница, её старшая сестра Лора Мэдисон (Бетт Дейвис), которой ничего не сходит с рук, поскольку она молчит и ни о чём не просит. За Мэрианн ухаживают сразу два завидных кавалера, в одного из которых, доктора Дика Линдли (Конрад Найджел), Лора тайно влюблена.
Лора доверяет свою тайну дневнику, но её неугомонный младший брат Хедвик (Дэвид Дюранд), вечно сующий свой любопытный нос не в свои дела, однажды находит дневник сестры.

## В ролях
| Актёр           | Роль              |
| --------------- | ----------------- |
| Конрад Найджел  | доктор Дик Линдли |
| Сидни Фокс      | Мэрианн Мэдисон   |
| Бетт Дейвис     | Лора Мэдисон      |
| Хамфри Богарт   | Валентин Корлисс  |
| Сейзу Питтс     | Минни             |
| Слим Саммервилл | Сэм               |